# Candice King
Pour les articles homonymes, voir Accola et King.
Candice King, née Candice Accola le 13 mai 1987 à Houston, est une actrice et auteure-compositrice-interprète américaine.
Elle est révélée au grand public par le rôle de Caroline Forbes qu'elle incarne dans les séries télévisées dramatiques et fantastiques Vampire Diaries (2009-2017), puis The Originals (2018) et Legacies (2021-2022).

## Biographie

### Jeunesse
Née à Houston, au Texas en 1987, Candice Rene Accola est la fille aînée de Carolyn Clark, une ingénieure écologique puis femme au foyer, et Kevin Accola, un chirurgien cardiothoracique,. Elle a un frère cadet, Kree Thomas Accola, qui est dans l'armée de l'air. Sa famille est d'origine norvégienne, suisse, française et anglaise.
Elle a grandi à Edgewood, en Floride, où elle a étudié au lycée Lake Highland Preparatory School. Ses parents font partie du Parti républicain de Floride,.

### Débuts de carrière

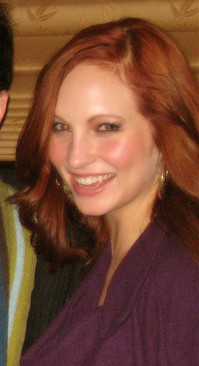
Candice Accola, photographiée en 2007.

À l'âge de 19 ans, Candice Accola a sorti son premier album - intitulé It's Always the Innocent Ones. L'album est sorti exclusivement aux États-Unis sous un label indépendant.
En 2008, ce même album est sorti au Japon et a connu un succès plus important.
En 2007, Candice Accola était l'une des choristes de Miley Cyrus pour sa tournée ; le Best of Both Worlds Tour. Elle apparaît donc dans le film Hannah Montana et Miley Cyrus : Le Film concert événement, sorti en 2008.
En 2007, Candice Accola commence sa carrière d'actrice en jouant dans un épisode de la série télévisée How I Met Your Mother et en décrochant un second rôle, au cinéma, dans Juno avec Elliot Page.
En 2008, elle décroche un rôle dans le film d'horreur indépendant Deadgirl. Elle est ensuite apparue dans les séries Supernatural et Greek, le temps d'un épisode.

### Révélation télévisuelle

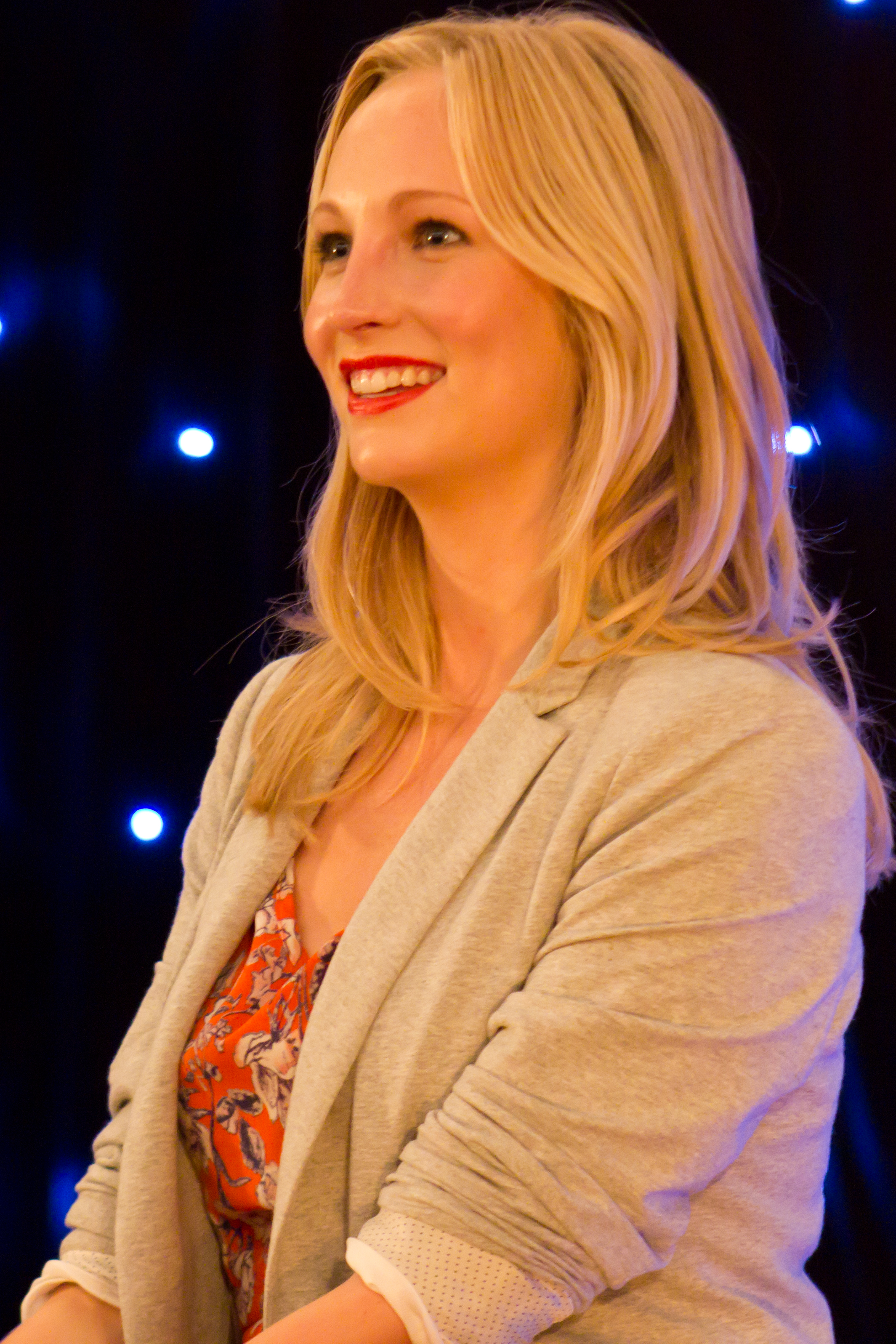
L'actrice lors d'une conférence autour de Vampire Diaries, en 2013.

À partir de 2009, Candice  Accola  décroche l'un des rôles principaux de la série dramatique/fantastique Vampire Diaries, qui est diffusée sur la chaîne The CW, à partir de septembre 2009. Elle incarne la douce et combattive Caroline Forbes pendant huit saisons. La série rencontre un franc succès auprès du public, elle atteint des records d'audiences pour la chaîne et permet à Candice King d'être révélée au grand public. Elle est nommée, à plusieurs reprises, aux Teen Choice Awards.
En 2010, elle joue dans un épisode de la série Drop Dead Diva et elle intervient dans le film policier Kingshighway aux côtés de Clayne Crawford, Burt Young et Roma Maffia. L'année d'après, Candice  Accola  a enregistré une cover de la chanson Eternal Flame du groupe The Bangles, pour la bande originale de Vampire Diaries, et elle joue dans le thriller dramatique indépendant The Truth About Angels.
En 2012, Candice  Accola  joue dans la web-série sur YouTube, Dating Rules From My Future Self. La web-série a rassemblé quatorze millions de vues. Elle fait également ses débuts en tant que productrice pour deux épisodes de ce show. Cette même année, elle remporte le Teen Choice Awards de la meilleure voleuse de vedette dans une série télévisée. Une récompense qu'elle décrochera, à nouveau, en 2014.
En 2016, au vu de l'importance prise par son rôle dans la série, l'actrice est cette fois ci nommée pour le Teen Choice Awards de la meilleure actrice dans une série fantastique.
En juillet 2017, peu de temps après l'arrêt de Vampire Diaries, les producteurs de la série dérivée The Originals réembauchent l'actrice pour qu'elle intervienne dans la cinquième et dernière saison du show, diffusée en 2018.
En 2019, elle joue les guest dans un épisode The Orville.
En 2020, elle est au casting de la suite de la saga à succès After : Chapitre 2 de Roger Kumble et Anna Todd dans le rôle de Kimberly Vance. Elle joue aux côtés de Josephine Langford, Hero Fiennes-Tiffin et de Dylan Sprouse.

### Relations
Candice Accola fréquente l'acteur Tyler Hoechlin de 2003 à 2005, puis ses partenaires de Vampire Diaries : Steven R. McQueen en 2010 et Zach Roerig de 2011 à 2012.
En février 2012, Candice Accola rencontre le musicien américain Joe King, membre du groupe The Fray, grâce à Nina Dobrev lors du Super Bowl XLVI. Le couple se fiance en mai 2013, puis se marie le 18 octobre 2014 à La Nouvelle-Orléans, en Louisiane. Elle devient alors la belle-mère d'Elise Madison King (née le 20 septembre 2002) et Ava Julie King (née en 2004), issues du premier mariage de Joe King. Elle se fait légalement appeler Candice King peu après son mariage. Le couple a ensuite deux filles : Florence May King (née le 15 janvier 2016) et Josephine June King (née le 1er décembre 2020). La famille vit dans le Colorado. En janvier 2022, le couple se sépare puis, le 29 avril 2022, Candice Accola demande le divorce après sept ans de mariage et dix ans de vie commune. Suite à son divorce, Candice Accola quitte le Colorado, et s'installe à Nashville. 
En décembre 2023, Candice Accola officialise son couple avec l'acteur Steven Krueger, son partenaire dans The Originals. Le couple annonce ses fiançailles le 14 mai 2025.

## Filmographie

### Cinéma

#### Longs métrages
- 2007 : Pirate Camp de Michael Kastenbaum : Annalisa / Tom
- 2007 : Juno de Jason Reitman : Amanda, la partenaire de Juno au labo
- 2007 : On the Doll de Thomas Mignone : Melody
- 2007 : X's & O's de Kedar Korde : L'amie de Gwen
- 2008 : Deadgirl de Marcel Sarmiento (en) et Gadi Harel : Joann
- 2008 : Hannah Montana et Miley Cyrus : Le Film concert évènement (Hannah Montana and Miley Cyrus: Best of Both Worlds Concert) de Bruce Hendricks : Elle-même (choriste)
- 2009 : Love Hurts de Barra Grant : Sharon
- 2010 : Kingshighway de Clayne Crawford : Sophia
- 2011 : The Truth About Angels de Lichelli Lazar-Lea : Caitlin Stone
- 2020 : After : Chapitre 2 de Roger Kumble et Anna Todd : Kimberly Vance
- 2022 : Suitcase Killer : The Melanie McGuire Story de Nicole L. Thompson : Melanie McGuire

#### Court métrage
- 2013 : Love Don't Die de Nathan 'Karma' Cox : Hot Girl

### Télévision

#### Séries télévisées
- 2007 : How I Met Your Mother : Amy
- 2009 : Supernatural : Amanda Heckerling
- 2009 : Greek : Alice
- 2009 - 2017 : Vampire Diaries : Caroline Forbes (saisons 1 à 8 - rôle principal)
- 2010 : Drop Dead Diva : Jessica Orlando
- 2012 : Dating Rules From My Future Self : Chloe Cunningham (également productrice de 2 épisodes)
- 2018 : The Originals : Caroline Forbes (saison 5, épisodes 1, 6, 12 et 13 ; voix épisode 7)
- 2019 : The Orville : Solana Kitan
- 2021 - 2022 : Legacies : Caroline Forbes (saison 4, épisode 20 ; voix saison 3 épisode 3)
- 2025 : We Were Liars : Bess Sinclair[23]

## Discographie

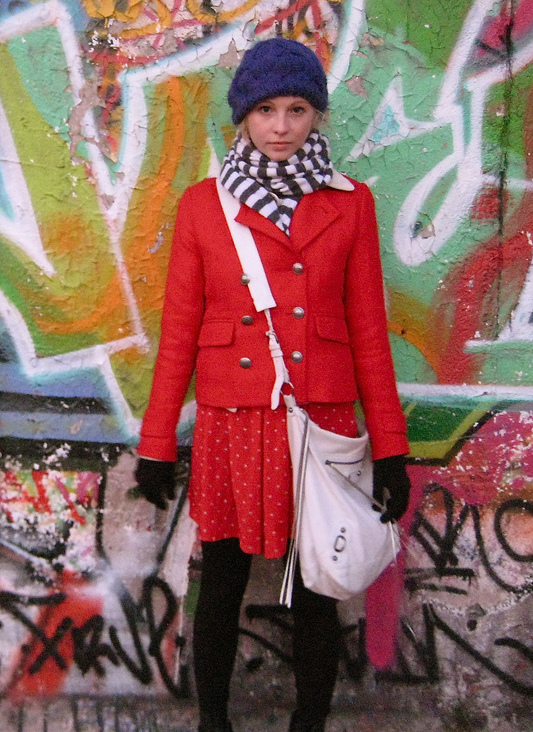
Photoshoot de 2008.

### It's Always the Innocent Ones(2006)
- Something To Say
- Drink To My Freedom
- Our Break Up Song
- Some Girls
- Mercy Of Love
- Voices Carry
- Welcome To The Real World
- Started
- Sweet Jealousy
- Why Don't You Stay
- Yesterday Is Gone
- Wrong To Be In Love
- Perfect Tragedy
- Hard To Say Goodbye

### Télévision
- 2010 : Begin Again dans Drop Dead Diva
- 2012 : Eternal Flame dans Vampire Diaries
- 2013 : Graduation (Friends For Ever) dans Vampire Diaries
- 2015 : Go in peace dans Vampire Diaries
- 2015 : Still Hurting dans Vampire Diaries
- 2015 : Hit Me With Your Best Shot dans Vampire Diaries

## Voix françaises
- Fily Keita dans :
  - Vampire Diaries (série télévisée)
  - The Originals (série télévisée)
  - The Orville (série télévisée)
  - Legacies (série télévisée)
  - La Tueuse à la valise : L'Histoire de Melanie McGuire (téléfilm)
  - Nous les menteurs (série télévisée)

## Distinctions

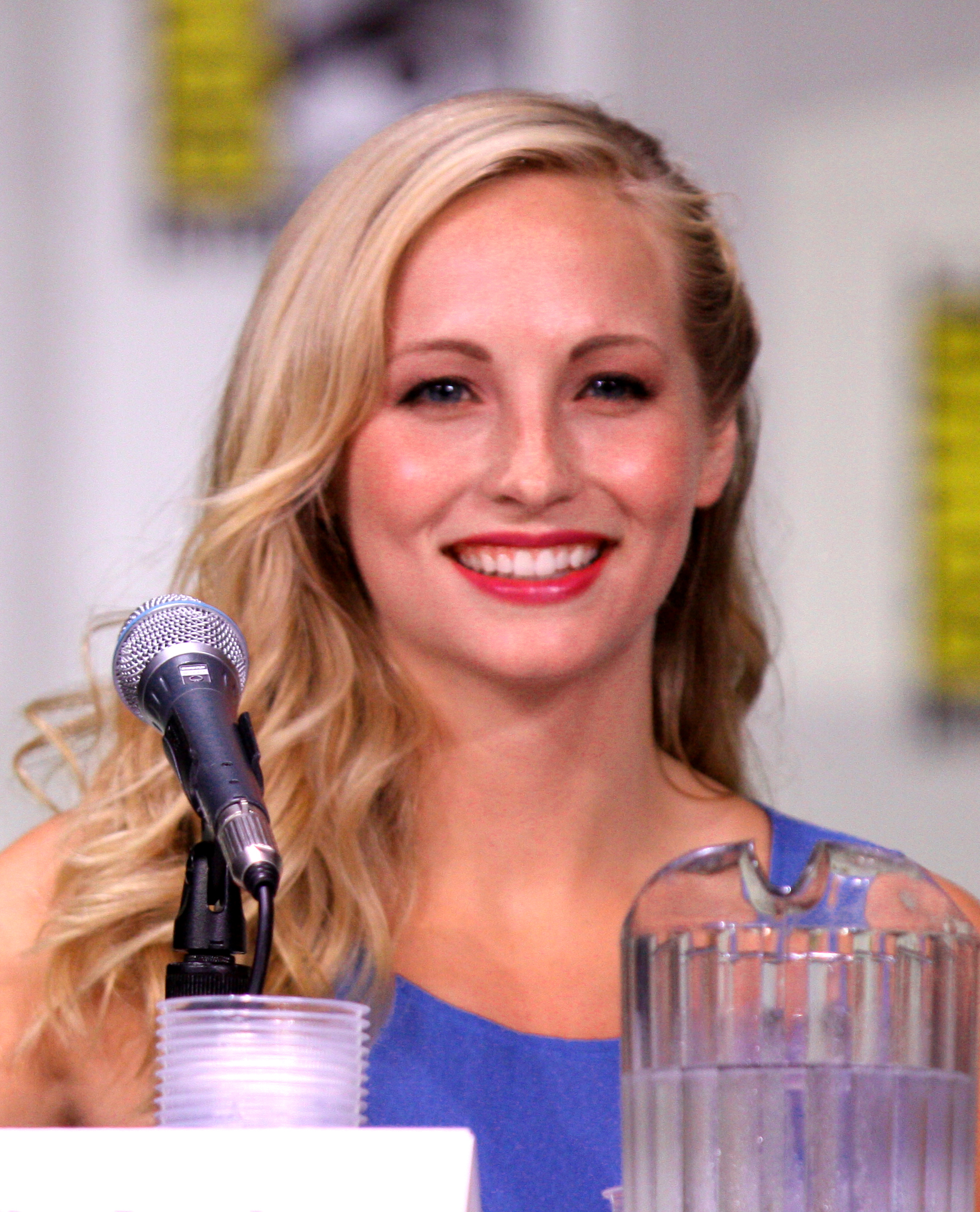
Au Comic-Con de San Diego, en 2011.

Sauf indication contraire, les informations mentionnées dans cette section peuvent être confirmées par la base de données cinématographiques IMDb,  présente dans la section « Liens externes ».

### Récompenses
- Teen Choice Awards : 
  - 2012 : Meilleure voleuse de vedette dans une série (pour Vampire Diaries)
  - 2014 : Meilleure voleuse de vedette dans une série (pour Vampire Diaries)

### Nominations
- Teen Choice Awards :  
  - 2013 : Meilleure voleuse de vedette dans une série (pour Vampire Diaries)
  - 2015 : Meilleure actrice dans une série de science-fiction ou fantastique (pour Vampire Diaries)
  - 2015 : Meilleur baiser dans une série (avec Paul Wesley pour Vampire Diaries)
  - 2016 : Meilleure actrice dans une série de science-fiction ou fantastique (pour Vampire Diaries)
  - 2016 : Meilleur baiser dans une série (avec Paul Wesley pour Vampire Diaries)